# Vincent Must Die
Vincent Must Die (originaltitel: Vincent doit mourir) är en fransk komedi-  och dramafilm från 2023. Filmen är regisserad av Stéphan Castang efter ett manus skrivet av Mathieu Naert.
Filmen hade biopremiär i Sverige den 12 april 2024, utgiven av Njutafilms.

## Handling
Filmen kretsar kring Vincent. Efter ett dåligt skämt börjar människor på gatan slumpmässigt gå till attack mot honom. Vincent måste fly från en situation som blir allt mer kaotisk.

## Rollista (i urval)
- Karim Leklou – Vincent Borel
- Vimala Pons – Margaux Lamy
- François Chattot – Jean-Pierre Borel
- Karoline Rose Sun – Audrey
- Sébastien Chabane – Lionel